# Heilig Kreuz (Kreuzweingarten)

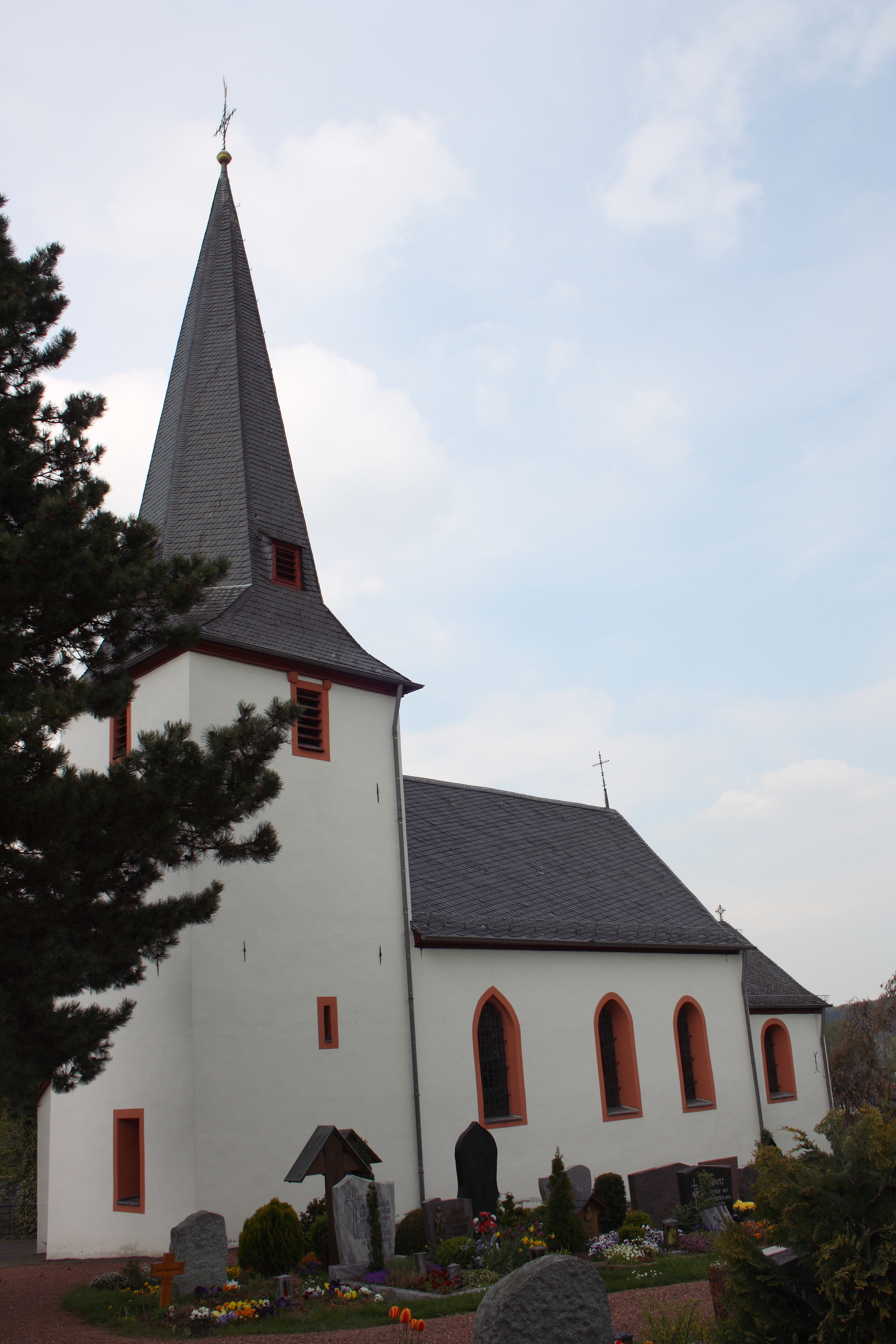
Katholische Pfarrkirche Heilig Kreuz in Kreuzweingarten

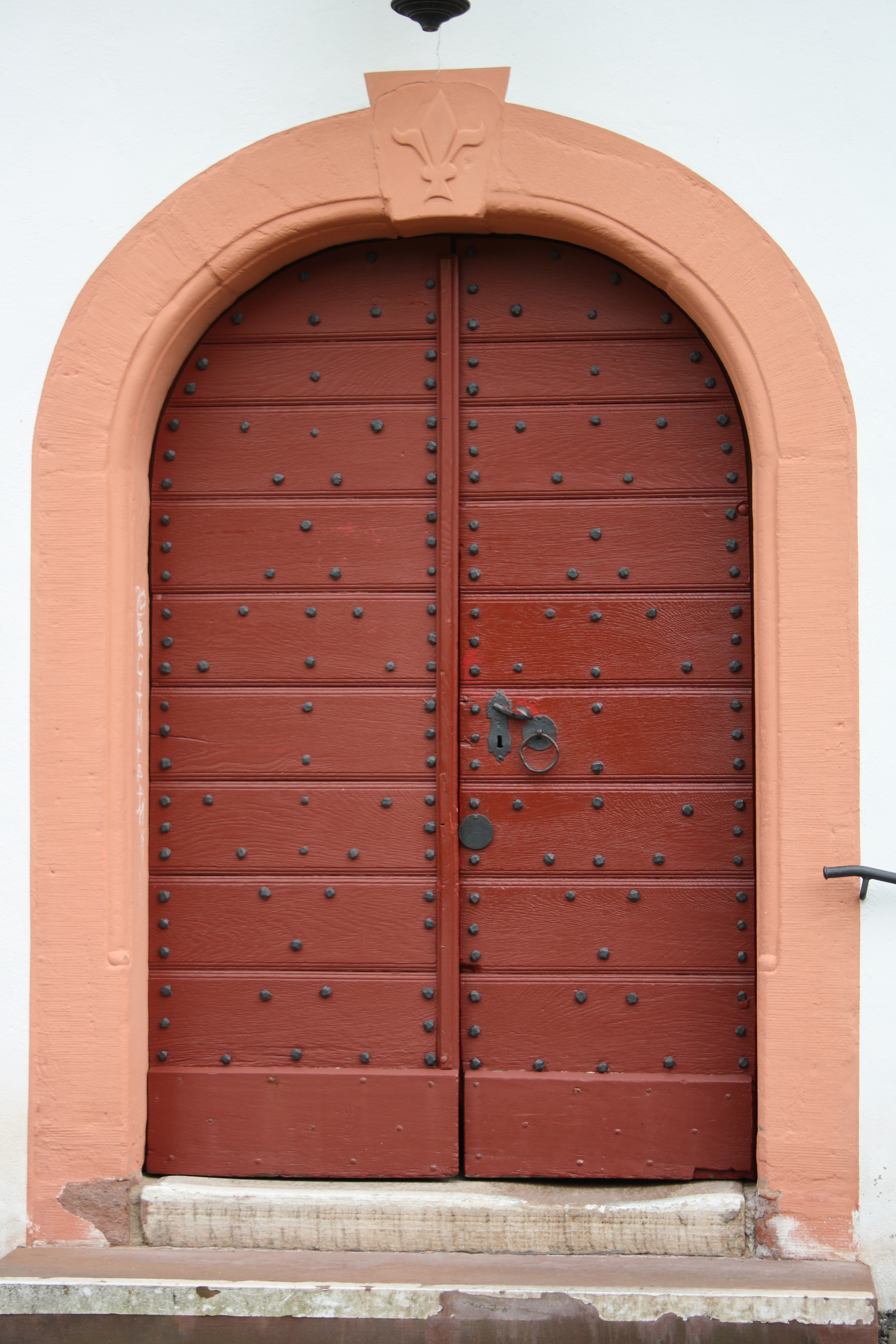
Portal der Kirche mit Tür aus dem 17. Jahrhundert

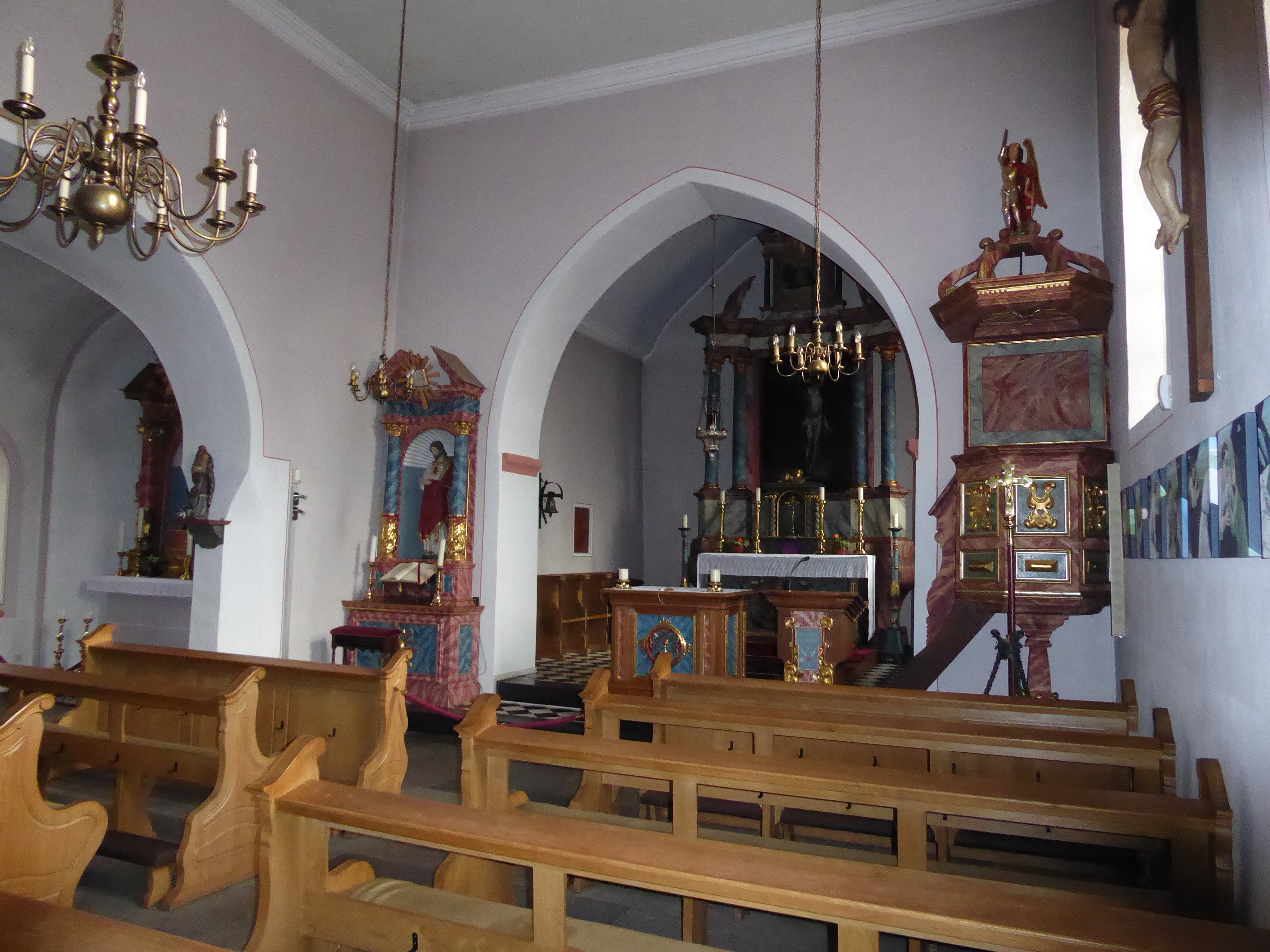
Inneres

Die katholische Pfarrkirche Heilig Kreuz (genauer Auffindung des Hl. Kreuzes) in Kreuzweingarten, einem Stadtteil von Euskirchen im Kreis Euskirchen (Nordrhein-Westfalen) liegt inmitten des Friedhofs. Die der Kreuzauffindung geweihte Kirche besitzt noch Teile aus dem 14. Jahrhundert und ist ein geschütztes Kulturdenkmal.

## Geschichte
Bereits 1266 wird die Kirche in „Wingardin“ im Besitz des Klosters Münstereifel, ein Tochterkloster der Abtei Prüm, genannt. Die ältesten Teil der heutigen Kirche, der Turm und der Chor, stammen aus dem 14. Jahrhundert. Im 17. und 18. Jahrhundert wurde das Langhaus teils umgebaut bzw. neu errichtet.

## Äußeres
Die zweischiffige Kirche aus verputztem Bruchstein mit rechteckigem Chor und vorgelagertem Westturm ist 17 m lang und 10 m breit. Der Turm zeigt in den unteren Geschossen nur schmale Lichtscharten. In der Glockenstube befinden sich Zinnenfenster mit seitlichen Konsolen. Bedeckt ist der Turm mit einem achtseitigen geschieferten Pyramidendach auf der sich ein gotisches Kreuz befindet.
Das mit einem Satteldach gedeckte Langhaus besitzt an der Südseite drei Spitzbogenfenster mit Hausteinumrahmung. Das Seitenschiff an der Nordseite wurde 1660 unter dem Pfarrer Everhard Boßhammer angebaut. Zwischen Chor und Seitenschiff wurde eine kleine Sakristei hinzugefügt.

## Inneres
Die Tür aus Eiche stammt vermutlich aus dem 17. Jahrhundert. Im Vorraum befindet sich die Treppe zur Orgelempore, ebenfalls aus dem 17. Jahrhundert, die sich ursprünglich im Kirchenraum befand. Im Seitenschiff befindet sich die so genannte Taufnische. Diese flachbogige Nische mit Fensteröffnung ist vor dem Umbau der Eingang gewesen.
Das Hauptschiff ist flach gedeckt und das Seitenschiff ist mit einem  Kreuzgewölbe versehen. Das Seitenschiff ist mit zwei Rundbogen abgetrennt. Ein Spitzbogen trennt den Chor, der ein Holztonnengewölbe besitzt, vom Kirchenschiff.

## Bleiglasfenster

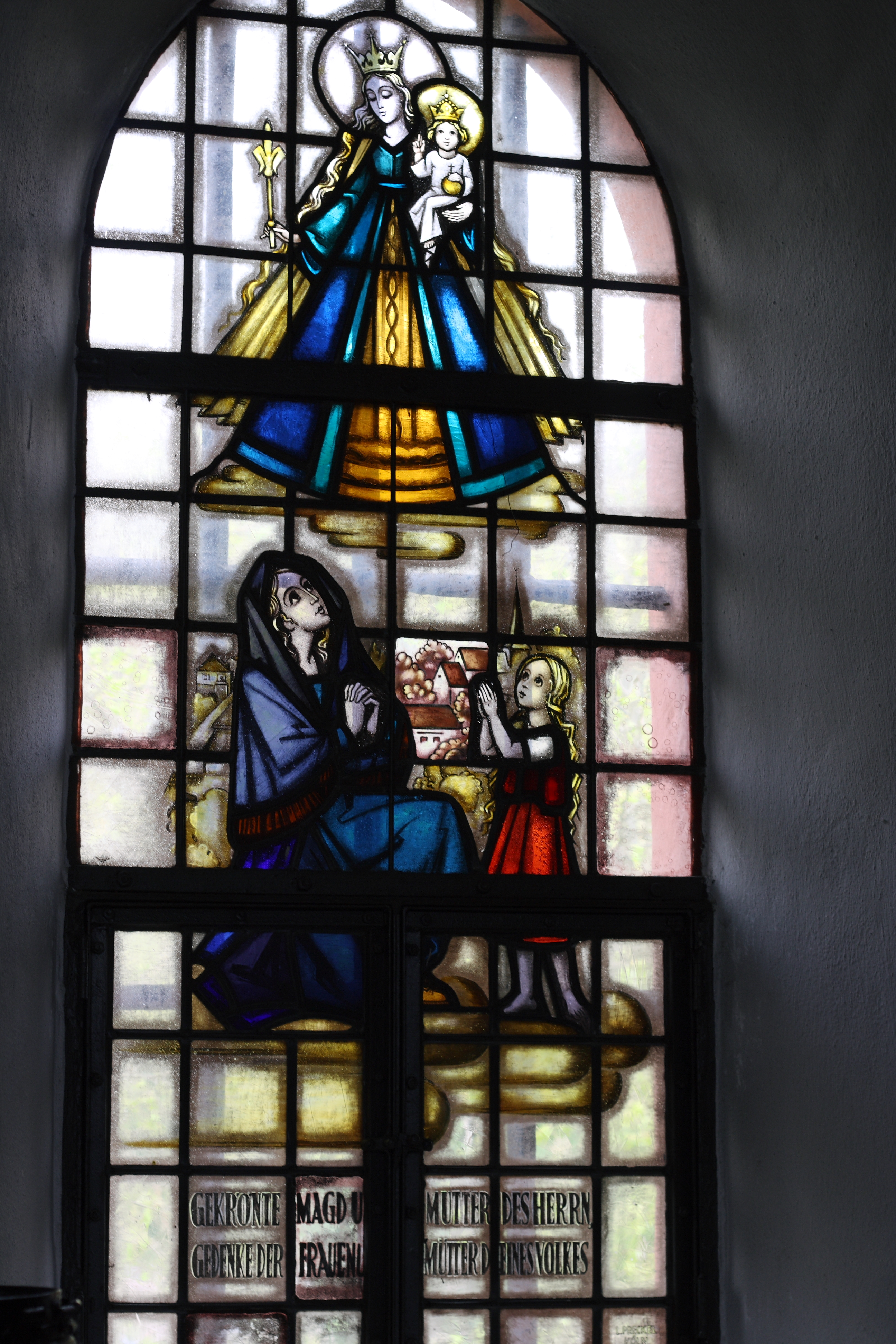
Fenster mit der Darstellung der Madonna mit Kind (1931)

Die meisten Bleiglasfenster wurden in den 1920er Jahren und die der südlichen Chorwand 1931 in der Werkstatt von Ludwig Preckel in Köln geschaffen. Die Szenen stellen z. B. die Madonna mit Kind, Mariä Verkündigung und Jesus im Weingarten dar.

## Orgel
Die Orgel stammt aus der Werkstatt von Franz Joseph Schorn. Sie wurde 1982 von der Firma Josef Weimbs Orgelbau restauriert.

## Glocken
Im Turm der Kirche hängen fünf Glocken, die alle aus Bronze gegossen sind:
Von der Mitte des 17. Jahrhunderts bis 1977 hatte die Heilig-Kreuz-Kirche ein Geläut mit drei historischen Glocken, der Kreuzglocke von 1398, der Marienglocke von 1477 und der Friedensglocke von 1649. In einem Gutachten aus dem Jahre 1958 werden ihre Schlagtöne als fis’ (Friedensglocke), gis’ (Marienglocke) und ais’ (Kreuzglocke) bezeichnet.
Die durch den Krieg beschädigte Friedensglocke wurde mehrmals repariert, was jedoch nie lange hielt, so dass sie 1977 durch eine neue Glocke, die einen Halbton tiefere klingende Bruderschaftsglocke ersetzt wurde. Erst 1988 gelang es, die Friedensglocke mittels eines neu entwickelten Verfahrens zu reparieren. Da die Bruderschaftsglocke den Schlagton f’ hat, wurde das fis’ der Friedensglocke enharmonisch als ges’ umgedeutet, ebenso die beiden anderen historischen Glocken auf as’ und b’. Gleichzeitig wurde eine neue, hellere Glocke neu gegossen, die Engelsglocke mit dem Schlagton des’’, wodurch das Geläut auf die heutigen fünf Glocken erweitert wurde.
| Nr. | Name                 | Gussjahr | Gießer                             | Masse (kg) | ∅ (mm) | Schlagton (HT-1/16) | Inschrift |
| --- | -------------------- | -------- | ---------------------------------- | ---------- | ------ | ------------------- | --- |
| 1   | Bruderschafts-Glocke | 1977     | Wolfgang Hausen, Mabilon, Saarburg | 1180       | 1000   | f1 -5               | |
| 2   | Friedens-Glocke      | 1649     | Claudius Lamiral, Arnsberg         | 995        | 535    | ges1 -6             | Sankt Maria heiße ich, zur Ehre Gottes und des Heiligen Kreuzes und der Sankt-Sebastian-Bruderschaft diene ich. Durch die Hilfe des Hubert Molitor aus Metternich, Schöffe in Arloff, und seiner früheren Ehefrau Maria sowie seiner jetzigen Frau Apollonia bin ich aus der zweiten zur ersten Glocke gemacht worden im Jahre 1649. Claudius Lamiral hat mich gegossen. |
| 3   | Marien-Glocke        | 1477     | anonymus (Johann van Alfter?)      | 980        | 500    | as1 -5              | Maria heiß ich, zur Ehre Gottes läute ich, Sankt Chrysant und Daria stimmt hier bei, nun sind der guten Namen drei. Den Lebenden rufen wir, die Toten beklagen wir. Im Jahre des Herrn 1477. |
| 4   | Kreuz-Glocke         | 1398     | Heinrich von Gerresheim?           | 812        | 300    | b1 +2               | Zu Ehren des Heiligen Kreuzes, im Jahre des Herrn 1398. |
| 5   | Engel-Glocke         | 1988     | Wolfgang Hausen, Mabilon, Saarburg | 730        | 240    | des2 -2             | |

Die vier tieferen Glocken bilden durch den Halbton zwischen den beiden größten Glocken einen Tetrachord im phrygischen Modus, eine eher seltene Klangkombination, die durch die Geschichte der Kreuzweingartner Glocken zustande kam. Mit der kleinsten Glocke zusammen ergibt sich eine Klangkombination, die den Anfängen der Kirchenlieder "Aus meines Herzens Grunde" und "Freu dich, erlöste Christenheit" entspricht und sonst von keinem Geläut mit fünf Glocken bekannt ist.
Auswahl
| Anlass                                                                     | Glocken | I  | II   | III | IV | V    | Motiv                           |
| -------------------------------------------------------------------------- | ------- | -- | ---- | --- | -- | ---- | ------------------------------- |
| Hochfeste, Sonntage in der Weihnachts- und Osterzeit                       | 5       | f1 | ges1 | as1 | b1 | des2 | Freu dich, erlöste Christenheit |
| Vorabendmesse zu Hochfesten und Sonntagen in der Weihnachts- und Osterzeit | 4       | f1 | ges1 | as1 |    | des2 |                                 |
| Andacht an Hochfesten                                                      | 4       | f1 | ges1 | as1 | b1 |      | phrygischer Tetrachord          |
| Sonntage im Jahreskreis                                                    | 4       |    | ges1 | as1 | b1 | des2 |                                 |
| Vorabendmesse zu Sonntagen im Jahreskreis                                  | 3       | f1 |      |     | b1 | des2 |                                 |
| Sonntage im Advent                                                         | 3       | f1 |      | as1 |    | des2 |                                 |
| Vorabendmesse zu Sonntagen im Advent                                       | 3       | f1 |      | as1 | b1 |      |                                 |
| Sonntage in der Fastenzeit                                                 | 3       |    | ges1 | as1 | b1 |      |                                 |
| Vorabendmesse zu Sonntagen in der Fastenzeit                               | 3       | f1 | ges1 | as1 |    |      |                                 |
| Werktage in der Weihnachtszeit                                             | 3       |    | ges1 | as1 |    | des2 |                                 |
| Werktage in der Osteroktav                                                 | 3       | f1 |      |     | b1 | des2 |                                 |
| Werktage in der Osterzeit                                                  | 2       | f1 |      | as1 |    |      |                                 |
| Werktage im Jahreskreis                                                    | 2       |    |      | as1 | b1 |      |                                 |
| Werktage im Advent                                                         | 2       |    |      | as1 |    | des2 |                                 |
| Werktage in der Fastenzeit                                                 | 2       |    | ges1 |     | b1 |      |                                 |
| zum Engel des Herrn                                                        | 2       | f1 |      |     |    | des2 |                                 |
| zur Wandlung                                                               | 1       | f1 |      |     |    |      |                                 |